# David Tuček
David Tuček (* 18. dubna 1975 Zlín) je český ekonom a vysokoškolský pedagog, v letech 2016 až 2024 děkan Fakulty managementu a ekonomiky Univerzity Tomáše Bati ve Zlíně (FaME UTB).
V letech 1993 až 1998 studoval technologie a management na VUT v Brně, kde v roce 1998 získal inženýrský titul. Na Fakultě podnikatelské VUT poté v letech 1998 až 2002 absolvoval doktorské studium oboru Řízení a ekonomika podniku a od roku 2002 je tak držitelem titulu Ph.D. V roce 2007 se habilitoval v oboru Management a ekonomika podniku na Univerzitě Tomáše Bati ve Zlíně. V roce 2019 začal působit na Mendelově univerzita v Brně (konkrétně na její Provozně ekonomické fakultě), kde v roce 2020 prošel profesorským řízením a v roce 2021 byl jmenován profesorem pro obor ekonomika a management.
V roce 2016 byl zvolen děkanem FaME UTB, když ve funkci nahradil Oldřicha Hájka. Tuto funkci obhájil jako jediný uchazeč o funkci i pro další funkční období trvající do roku 2024. V roce 2024 jej ve funkci děkana vystřídal kolega Michal Pilík. Tuček se poté stal proděkanem pro strategický rozvoj. Kromě toho Tuček na univerzitě působí na Ústavu průmyslového inženýrství a informačních systémů.
Jeho manželkou je děkanka Fakulty logistiky a krizového řízení Univerzity Tomáše Bati Zuzana Tučková.